# Vague de suicides en 1945 en Allemagne nazie
 (avril 2015).

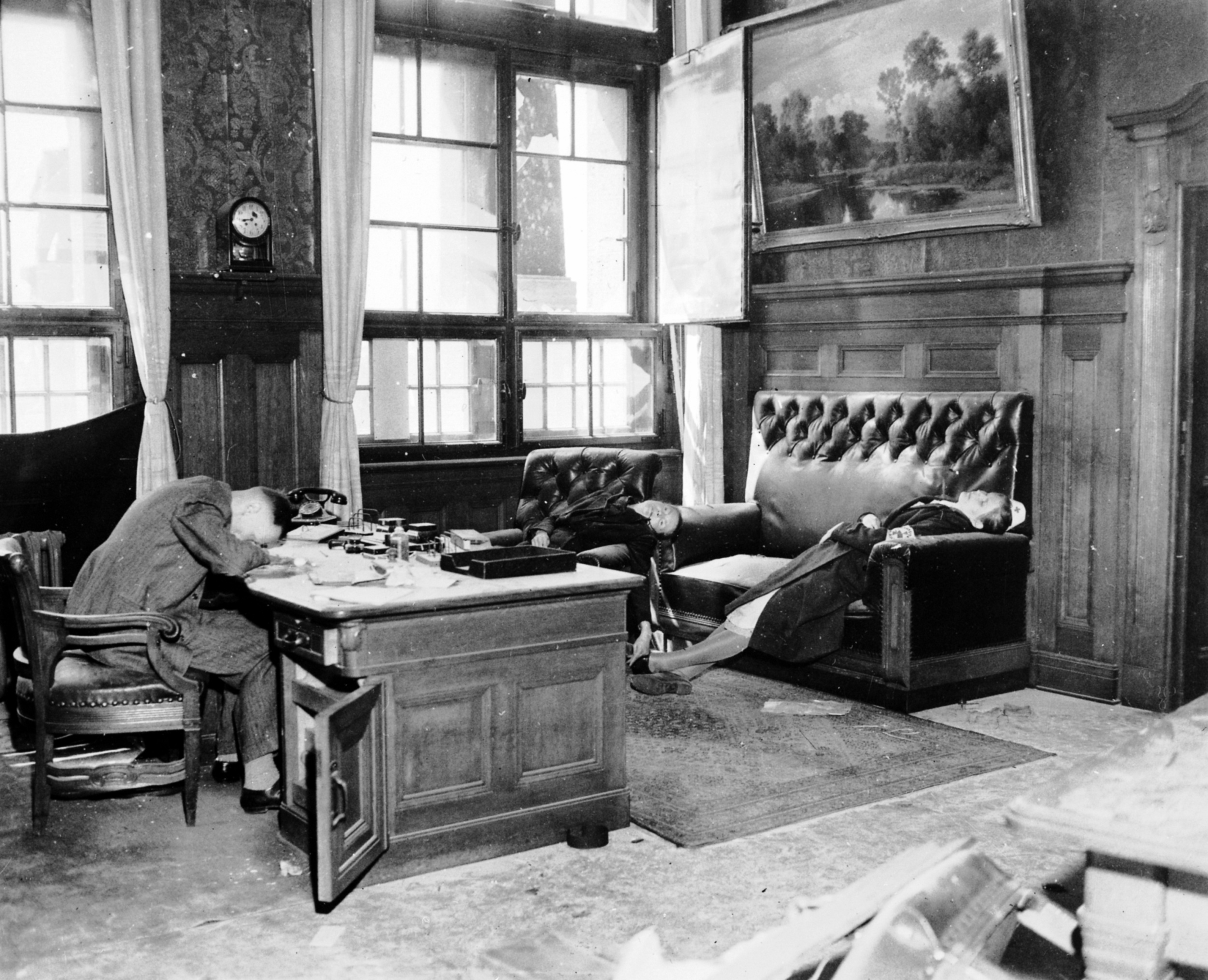
L'adjoint au maire de Leipzig, son épouse et sa fille, après leur suicide, le 20 avril 1945.

La vague de suicides en 1945 dans l'Allemagne nazie est une série de morts par suicide de civils, de responsables gouvernementaux et de militaires au cours des dernières semaines du Troisième Reich et de la Seconde Guerre mondiale.
Cette vague de suicides a commencé au premier trimestre 1945 avec l'avancée des troupes soviétiques dans le Reich. La propagande nazie, qui enjoignait de rester fidèle jusqu'à la mort aux principes et aux valeurs du Parti nazi, a influencé de nombreux civils et militaires en ce sens.

## Raisons
Plusieurs raisons ont poussé certains Allemands à mettre fin à leurs jours dans les derniers mois de la guerre. La propagande nazie avait suscité des craintes parmi certaines couches de la population à propos de l'invasion militaire imminente de leur pays par les troupes soviétiques et les Alliés occidentaux. En effet, le mythe du bolchévique sanguinaire, mangeur d'enfants et violeur de femmes, a été alimenté sans relâche par la propagande du Reich, qui a exploité dès novembre 1944 le massacre de Nemmersdorf.
D'autres se sont suicidés parce qu'ils savaient ce qui allait leur arriver après la défaite. Les Alliés avaient clairement signalé lors de la déclaration de Moscou, en 1943, que tous ceux considérés comme criminels de guerre seraient jugés et condamnés. De nombreux responsables du parti et des militaires étaient donc conscients qu'ils seraient probablement condamnés pour leurs convictions politiques et leur rôle pendant la guerre.

## Méthodes de suicide

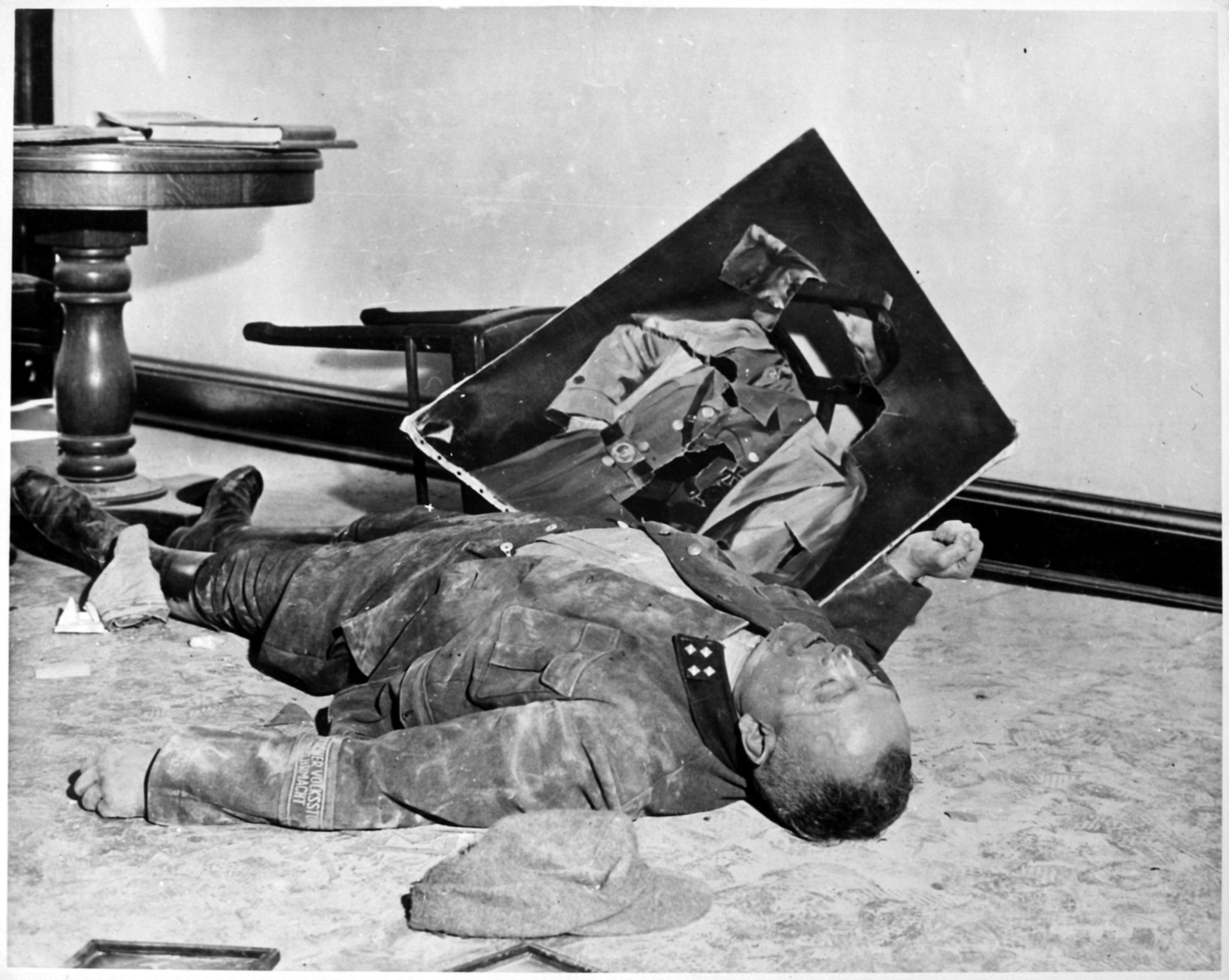
Walter Dönicke près du portrait d'Hitler après son suicide, 19 avril 1945.

Les capsules de cyanure étaient l'un des moyens les plus courants pour mettre fin à ses jours.
Le 12 avril 1945, des jeunes gens des Jeunesses hitlériennes distribuent du poison lors du dernier concert de la Philharmonie de Berlin.
L'usage d'une arme à feu ou la pendaison étaient d'autres moyens de suicide courants.
« Du 30 avril au 5 mai 1945, des mères, des enfants, des familles entières se donnent la mort par noyade, pendaison, prise de médicaments ou armes à feu, à Demmin ».

## Lieux
Plus de 7 000 suicides ont été signalés à Berlin en 1945, et près de 1 000 à Demmin, le cas le plus massif par rapport à la taille de la ville, mais on pense que de nombreux suicides n'ont pas été répertoriés en raison du chaos de la période d'après-guerre. Environ 20 000 suicides furent évoqués en 1945 pour toute l'Allemagne, surtout entre février et juin 1945. 
D'autres endroits où des suicides notoires ont eu lieu comprennent :
- Neubrandenbourg
- Burg Stargard
- Neustrelitz
- Demmin (5 % de la population[3])
- Penzlin
- Tessin
- Vietzen et Rechlin (surtout dans l'arrondissement de Müritz)
- Teterow, Güstrow, Rostock, Bad Doberan
- Malchin
- Schönlanke
- Stolp
- Lauenburg
- Grünberg[5]

## Suicides notables enregistrés

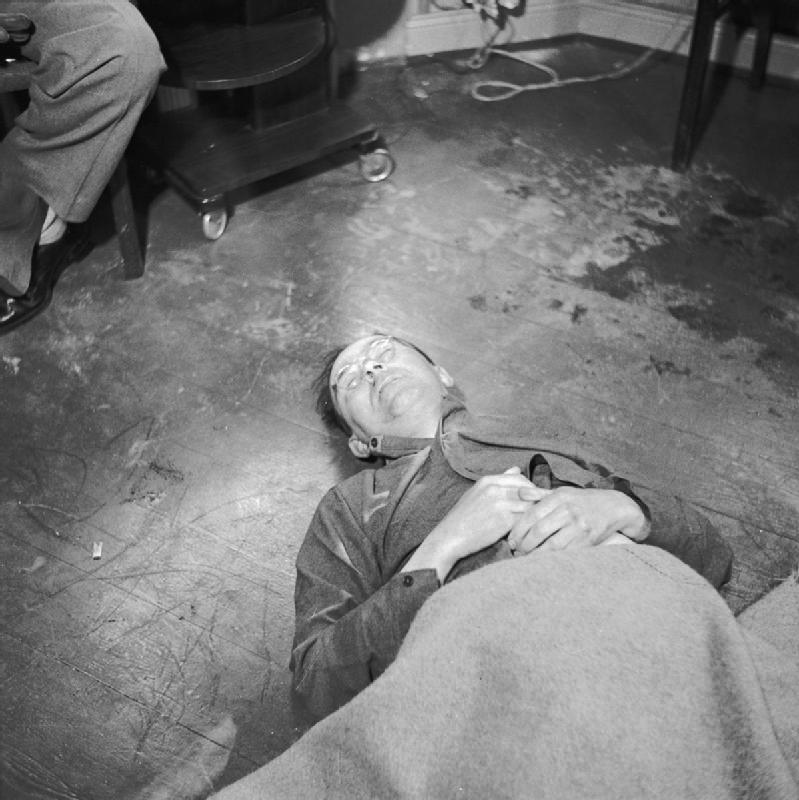
Himmler après son suicide en 1945.

Beaucoup de nazis de premier plan, disciples nazis et des membres des forces armées se sont suicidés au cours des derniers jours de la guerre.
La capitulation sans condition de l'Allemagne, le 8 mai 1945, n’interrompt pas cette vague de suicides. Le même jour, parce qu'il a appris la mort du Führer, Jakob Sprenger, chef de district de Nassau, meurt avec sa femme. À Oslo, le général SS Wilhelm Rediess, chef de la police et des SS en Norvège, se tue tandis que Josef Terboven, un ancien du putsch de la Brasserie, fait exploser 50 kg de dynamite dans son bunker à Skaugum, près d'Oslo.
Le 10 mai à Plzeň, Konrad Henlein s’ouvre les veines dans sa prison. Le 23 mai, Heinrich Himmler, Reichsführer-SS, se suicide après son arrestation par les Britanniques. Le lendemain à Salzbourg, Robert Ritter von Greim, le dernier commandant de la Luftwaffe, se pend.
Au total, 8 des 41 Gauleiter, 7 des 47 hauts dirigeants des SS, 53 des 554 généraux de l’armée de terre, 14 des 98 généraux de l'aviation, 11 des 53 amiraux et un nombre inconnu de fonctionnaires subalternes se sont donné la mort.